# Pfaffental
Das Pfaffental ist ein vom Landratsamt Tuttlingen am 24. Januar 1994 durch Verordnung ausgewiesenes Landschaftsschutzgebiet auf dem Gebiet der Stadt Geisingen.

## Lage
Das Pfaffental beginnt etwa 2,7 km westlich des Stadtteils Aulfingen und verläuft in Nordöstliche Richtung bis nach Kirchen-Hausen. Es gehört zum Naturraum Baaralb und Oberes Donautal.
Das Gebiet befindet sich in der geologischen Einheit des Oberjura. Das Tal ist in die Wohlgeschichteten Kalke eingeschnitten. im Gewann Hinterried kommt auch Holozäner Jura-Nagelfluh vor.

## Landschaftscharakter
Das enge, langgezogene Tal liegt in einem großflächigen Waldbestand. Im Talgrund befinden sich artenreiche Wiesen in verschiedenen Ausprägungen. Das Hinterried ist eine größere Bucht, die größtenteils ackerbaulich genutzt wird. Hier findet sich auch ein kleines Kalkflachmoor.

## Zusammenhängende Schutzgebiete
Das Landschaftsschutzgebiet liegt größtenteils im FFH-Gebiet Nördliche Baaralb und Donau bei Immendingen und vollständig im Naturpark Obere Donau. Eine Nasswiese im Tal und ein Halbtrockenrasen am Ortsrand von Kirchen-Hausen sind als flächenhafte Naturdenkmale ausgewiesen.